# Im Wald von Katyn
Im Wald von Katyn (pol. W lesie katyńskim) – niemiecki czarno-biały krótkometrażowy film dokumentalny o zbrodni katyńskiej z 1943 roku w reżyserii Fritza Hipplera.

## Fabuła
Dziewięciominutowy dokument pokazuje miejsce zbrodni, ekshumację ciał oraz rzeczy osobiste znalezione przy zwłokach polskich oficerów z masowego grobu w lesie katyńskim, zamordowanych w 1940 roku przez radziecką policję polityczną NKWD. Na filmie widać także członków Międzynarodowej Komisji Lekarskiej utworzonej przez władze niemieckie, dziennikarzy oraz Leona Kozłowskiego (premiera RP w latach 1934–1935) oraz rosyjskiego chłopa Parfiena Kisielewa (jednego ze świadków zbrodni katyńskiej).
Niemcom bardzo zależało na maksymalnym wykorzystaniu zbrodni dla celów politycznych, dlatego też narrator filmu przekonuje w duchu propagandy nazistowskiej, że wobec „bolszewickiego barbarzyństwa” ludziom będzie znacznie lepiej pod przywództwem niemieckim niż radzieckim.